# Gewöhnlicher Tintenfisch

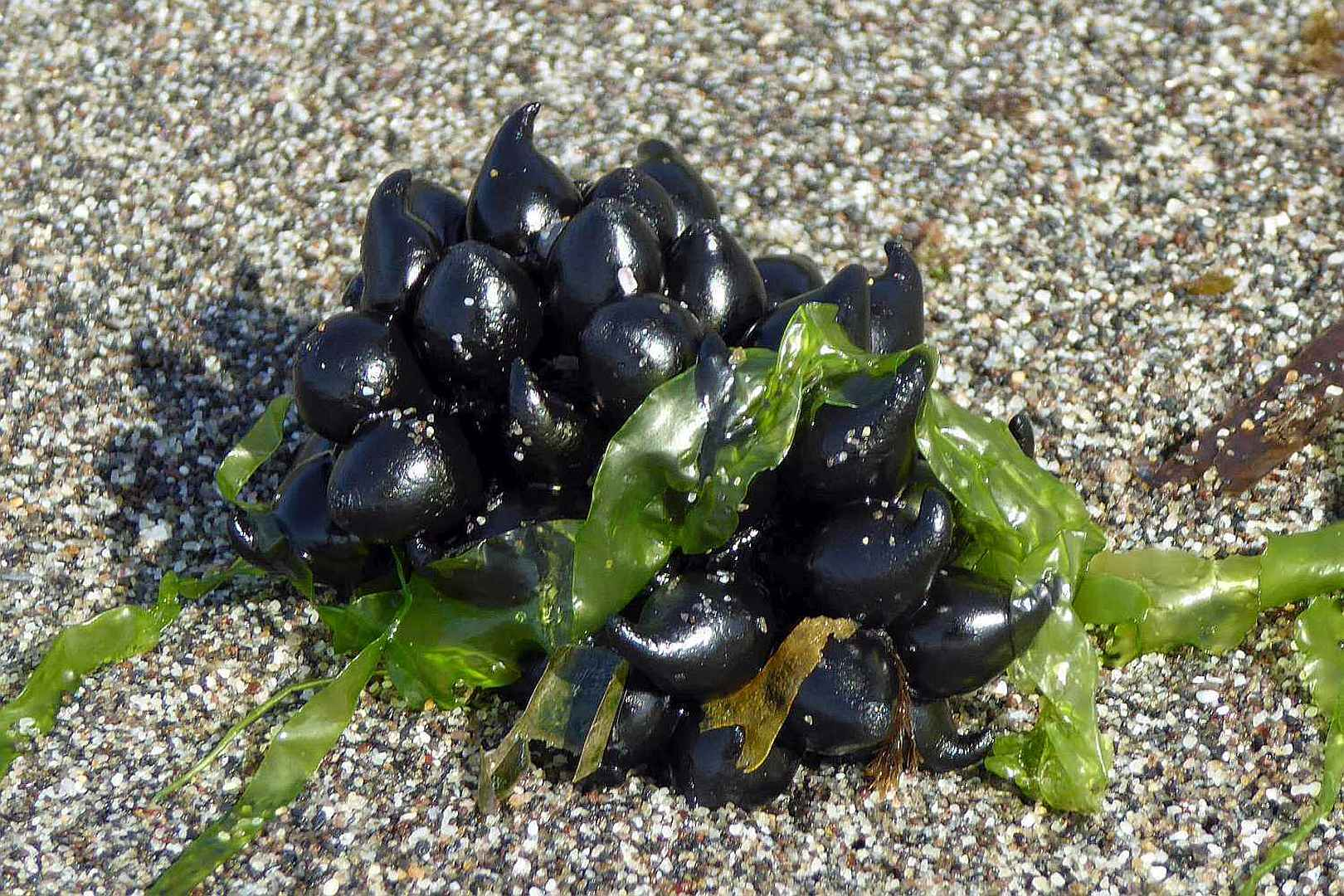
Eiklumpen, angeschwemmt an einem Strand bei Nerja, Spanien

Der Gewöhnliche Tintenfisch (Sepia officinalis) ist eine zu den Zehnarmigen Tintenfischen gerechnete Kopffüßerart. Er kommt an den Küsten Westeuropas, Nordafrikas, im Mittelmeer und in der Nordsee vor. Der Gewöhnliche Tintenfisch wird bis 49 cm lang und bis zu vier Kilogramm schwer.

## Körperbau
Acht Arme sind um den Mund herum angeordnet, zwei Tentakel sind in Manteltaschen versteckt, und kommen erst zum Beutefang heraus. Die langen Fangarme nehmen die Beute und geben sie an die kürzeren Arme ab. Der gewöhnliche Tintenfisch hat Linsenaugen, die ungefähr so gut wie die der Wirbeltiere sehen können. Um sich zu tarnen, verändert der Gewöhnliche Tintenfisch seine Farbe durch Hautzellen, in denen verschiedene Farbpigmente durch Muskelfasern auseinandergezogen werden können, wodurch viele Farben dargestellt werden können.
Sie besitzen einen „Rückenknochen“, genannt Schulp (auch Sepienbein und lateinisch Os sepium bzw. os sepiae genannt), der als Schwimmkörper dient.

## Fangverhalten
Beim Gewöhnlichen Tintenfisch gibt es zwei Arten des Beutefangs. Zum einen den sogenannten Tentakelschuss und zum anderen den Beutesprung.
Welcher davon eingesetzt wird, ist abhängig von Art und Größe der Beute. Der Tentakelschuss wird nur bei kleineren Krebsen, Krabben, Garnelen und Fischen eingesetzt. Hierbei stellt sich der gewöhnliche Tintenfisch zuerst in eine Position, von der er die Beute gut sehen kann, danach spreizt er die kurzen Tentakel zur Seite ab und die zwei langen Tentakel kommen zum Vorschein. Er verweilt kurz, und „schießt“ dann mit den zwei langen Tentakeln auf die Beute, um sie sicher festzuhalten. Danach schlingt der Gewöhnliche Tintenfisch seine restlichen Tentakel um die Beute oder verschlingt diese sofort. Der Beutesprung wird bei größeren Krabben eingesetzt. Bei dieser Art des Beutefangs werden die zwei langen Tentakel nicht eingesetzt. Es wäre zu gefährlich für den Gewöhnlichen Tintenfisch, wenn das andere Tier in der Lage ist, ihn an den langen Tentakeln zu verletzen. Auch hier geht der Gewöhnliche Tintenfisch wieder in eine Position, in der er die Beute gut sehen kann, und „springt“ dann auf die Beute, um sie anschließend mit den acht kleineren Tentakeln zu umklammern. Danach wird die Schale des Beutetiers mit einer Art scharfem Schnabel im Mund der Sepia geöffnet, und ein Nervengift lähmt es dann. Schließlich wird das Innere der Beute durch Enzyme im Speichel des Gewöhnlichen Tintenfisch Sepia verflüssigt und ausgesaugt. Dies kann bis zu einer Stunde dauern.

## Verbreitung und Vorkommen
Der Gewöhnliche Tintenfisch kommt vom sehr flachen Subtidal bis in Tiefen von etwa 200 Meter vor. Junge Tiere, die z. B. beim Schnorcheln gesehen werden können wenn man Sand aufwirbelt, gehen nicht tiefer als 50 bis 80 m, da ihre luftgefüllte Schale höhere Drücke noch nicht aushält. Der Gewöhnliche Tintenfisch kommt von der nördlichen Nordsee (bis etwa zum 63. Breitengrad; südnorwegische Küstenregion) über die Westküsten der Britischen Inseln, im Mittelmeer und an der Westküste von Nordafrika bis etwa zum 15. Breitengrad vor. Die Art fehlt in der südlichen Nordsee (engl. Ostküste, deutsche und niederländische Wattenmeerküste).